# NGC 4070
NGC 4070 (również NGC 4059, PGC 38169 lub UGC 7052) – galaktyka eliptyczna (E), znajdująca się w gwiazdozbiorze Warkocza Bereniki. Jest to galaktyka z aktywnym jądrem typu LINER.
Odkrył ją William Herschel 27 kwietnia 1785 roku. 29 kwietnia 1832 roku obserwował ją też John Herschel, a ponieważ podana przez niego pozycja była niedokładna, błędnie uznał, że odkrył nowy obiekt. John Dreyer w swoim New General Catalogue skatalogował obserwację Wiliama Herschela jako NGC 4070, a jego syna Johna – jako NGC 4059.
W galaktyce tej zaobserwowano supernową SN 2005bl.